# Martin Feldstein
Martin Stuart Feldstein (ur. 25 listopada 1939 w Nowym Jorku, zm. 11 czerwca 2019) – amerykański ekonomista, profesor ekonomii na Uniwersytecie Harvarda, przewodniczący i CEO Narodowego Biura Badań Ekonomicznych (National Bureau of Economic Research). W latach 1982–1984 był przewodniczącym Zespołu Doradców Ekonomicznych i głównym doradcą ekonomicznym prezydenta Ronalda Reagana.
Feldstein ukończył studia ekonomiczne w Harvardzie i Oxfordzie. W 1977 roku otrzymał prestiżową nagrodę Amerykańskiego Towarzystwa Ekonomicznego, przydzielaną co dwa lata młodym ekonomistom, którzy wnieśli duży wkład do nauk ekonomicznych. Według rankingu IDEAS/RePEc był wymieniany w 2009 roku wśród 10 najlepszych ekonomistów na świecie. Jest autorem ponad 300 artykułów naukowych, w szczególności dotyczących makroekonomii i finansów publicznych. Jest pionierem badań dotyczących mechanizmów rozwoju, utrzymania i możliwości upadku współczesnych systemów emerytalnych. Feldstein był zdecydowanym zwolennikiem reformy systemu ubezpieczeń w Stanach Zjednoczonych (Social Security). W szczególności był główną siłą napędową ustawodawstwa częściowo prywatyzującego ten system (za prezydenta George’a W. Busha).
Znany był także z bardzo krytycznego stosunku do euro. W 1999 roku pisząc o nadchodzącej unii walutowej i wprowadzeniu euro, ostrzegał, że „negatywne skutki ekonomiczne pojedynczej waluty na bezrobocie i inflację w Europie przeważą jakiekolwiek zyski wynikające z ułatwienia w przepływie kapitału”, oraz że chociaż „wspólna waluta pomyślana jako sposób na zredukowanie ryzyka kolejnej wojny w Europie”, to jednak „jest bardziej prawdopodobne, że wywoła ona skutek odwrotny, prowadząc do zwiększonych konfliktów w samej Europie, a także pomiędzy Europą i USA”.